# Lijst van voetbalinterlands Jamaica - Uruguay
Deze lijst van voetbalinterlands is een overzicht van alle officiële voetbalwedstrijden tussen de nationale teams van Jamaica en Uruguay. De landen speelden tot op heden vijf keer tegen elkaar. De eerste ontmoeting, een vriendschappelijke wedstrijd, werd gespeeld in Kingston op 28 maart 1974. Het laatste duel, een groepswedstrijd tijdens de Copa América Centenario, vond plaats op 13 juni 2016 in Santa Clara (Verenigde Staten).

## Wedstrijden
| № | Datum       | Plaats           | Competitie              | Wedstrijd         | Uitslag |
| - | ----------- | ---------------- | ----------------------- | ----------------- | ------- |
| 1 | Kingston    | 28 maart 1974    | Vriendschappelijk       | Jamaica – Uruguay | 0 – 3   |
| 2 | Guangzhou   | 14 januari 2000  | Vriendschappelijk       | Uruguay − Jamaica | 2 − 0   |
| 3 | Kingston    | 18 februari 2004 | Vriendschappelijk       | Jamaica – Uruguay | 2 – 0   |
| 4 | Antofagasta | 13 juni 2015     | Copa América 2015       | Uruguay − Jamaica | 1 − 0   |
| 5 | Santa Clara | 13 juni 2016     | Copa América Centenario | Uruguay − Jamaica | 3 − 0   |

## Samenvatting
| Competitie        | Totaal gespeeld | Winst Jamaica | Gelijk | Winst Uruguay | Doelsaldo Jamaica – Uruguay |
| ----------------- | --------------- | ------------- | ------ | ------------- | --------------------------- |
| Copa América      | 2               | 0             | 0      | 2             | 0 − 4                       |
| Vriendschappelijk | 3               | 1             | 0      | 2             | 2 − 5                       |
| Totaal            | 5               | 1             | 0      | 4             | 2 − 9                       |

## Details

### Eerste ontmoeting
| Vriendschappelijk (Kingston, Jamaica, 28 maart 1974): |       |                                                               |
| Jamaica                                               | 0 – 3 | Uruguay                                                       |
|                                                       | goals | ??' Fernando Morena ??' Fernando Morena ??' Walter Mantegazza |

### Derde ontmoeting
| Vriendschappelijk (Kingston, Jamaica, 18 februari 2004): |              | |
| Jamaica | 2 – 0        | Uruguay |
| Onandi Lowe 10' Jermaine Johnson 81' | goals        | |
| Carl Brown | bondscoach   | Juan Ramón Carrasco |
| Donovan Ricketts Fabian Davis 80' Claude Davis Damion Stewart Garfield Reid Tyrone Marshall Micah Hyde 63' Richard Langley 63' Andy Williams 69' Onandi Lowe Ricardo Fuller 69' | opstellingen | 46' Gustavo Munúa Jorge Curbelo Pablo Melo Pablo Lima Martín Ligüera Jorge Martínez Richard Núñez Ruben Olivera 58' Javier Chevantón 44' Marcelo Zalayeta 46' Diego Forlán |
| Craig Ziadie 63' Cornel Chin-Sue 63' Jermaine Johnson 69' Damani Ralph 69' Gerard Neil 80'                                                                                      | wissels      | 44' Germán Hornos 46' Luis Barbat 46' Germán Hornos 46' Fernando Correa 58' Fabián Estoyanoff                                                                              |
| | gele kaarten | |
| - Doelman Donovan Ricketts van Jamaica stopt een strafschop van Javier Chevantón in de 35ste minuut. - Debuut van Jorge Curbelo (Danubio FC) voor Uruguay.                      |              | |

### Vierde ontmoeting
| Copa América 2015 (Antofagasta, Chili, 13 juni 2015): |              | |
| Uruguay | 1 – 0        | Jamaica |
| Cristian Rodríguez 52' | goals        | |
| Oscar Tabárez | bondscoach   | Winfried Schäfer |
| Fernando Muslera José María Giménez Diego Godín Maximiliano Pereira Carlos Sánchez 73' Álvaro Pereira Cristian Rodríguez 64' Nicolás Lodeiro 86' Egidio Arévalo Diego Rolán Edinson Cavani | opstellingen | Duwayne Kerr Michael Hector Wes Morgan Adrian Mariappa Kemar Lawrence Giles Barnes Joel McAnuff Rodolph Austin 75' Darren Mattocks 54' Simon Dawkins Garath McCleary |
| Giorgian De Arrascaeta 64' Cristhian Stuani 73' Álvaro González 86' | wissels      | 54' Lance Laing 75' Deshorn Brown |
| José María Giménez 59' Diego Godín 84' | gele kaarten | 27' Joel McAnuff |

### Vijfde ontmoeting
| Copa América Centenario (Santa Clara, Verenigde Staten, 13 juni 2016): |              | |
| Uruguay | 3 – 0        | Jamaica |
| Abel Hernández 21' Je-Vaughn Watson 66' (e.d.) Mathías Corujo 88' | goals        | |
| Oscar Tabárez | bondscoach   | Winfried Schäfer |
| Fernando Muslera Maximiliano Pereira José María Giménez Diego Godín Gastón Silva Carlos Sánchez 65' Egidio Arévalo Álvaro González 80' Nicolás Lodeiro Edinson Cavani Abel Hernández 73' | opstellingen | Andre Blake Adrian Mariappa Westley Morgan Jermaine Taylor Je-Vaughn Watson 72' Garath McCleary 68' Lee Williamson Michael Hector 79' Joel McAnuff Giles Barnes Clayton Donaldson |
| Matías Vecino 65' Gastón Ramírez 73' Mathías Corujo 80' | wissels      | 68' Rodolph Austin 72' Dever Orgill 79' Michael Binns |
| | gele kaarten | 31' Michael Hector 83' Rodolph Austin |
| - Aanvoerder Diego Godín is de derde speler met honderd officiële wedstrijden voor Uruguay. - Het doelpunt van Mathías Corujo is de 2.500ste in de geschiedenis van de Copa América.     |              | |

JFF · A-internationals · Bondscoaches · Selecties · Statistieken · Jamaicaans vrouwenelftal · Olympisch elftal · Jamaica U21 · Jamaica U19 · Jamaica U17
1920 – 1959 · 
1960 – 1969 · 
1970 – 1979 · 
1980 – 1989 · 
1990 – 1999 · 
2000 – 2009 · 
2010 – 2019 · 
2020 – 2029
Gold Cup 1991 · 
Gold Cup 1993 · 
Gold Cup 1998 · 
Gold Cup 2000 · 
Gold Cup 2003 · 
Gold Cup 2005 · 
Gold Cup 2009 · 
Gold Cup 2011 · 
Gold Cup 2015
Copa América 2015
WK 1998
1925 · 
1926 · 
1927–1929 · 
1930 · 
1931 · 
1932 · 
1933–1934 · 
1935 · 
1936 · 
1937 · 
1938 · 
1939–1946 · 
1947 · 
1948 · 
1949 · 
1950 · 
1951 · 
1952 · 
1953 · 
1954–1956 · 
1957 · 
1958 · 
1959 · 
1960 · 
1961 · 
1962 · 
1963 · 
1964 · 
1965 · 
1966 · 
1967 · 
1968 · 
1969 · 
1970 · 
1971 · 
1972 · 
1973 · 
1974 · 
1975 · 
1976 · 
1977 · 
1978 · 
1979 · 
1980 · 
1981 · 
1982 · 
1983 · 
1984 · 
1985 · 
1986 · 
1987 · 
1988 · 
1989 · 
1990 · 
1991 · 
1992 · 
1993 · 
1994 · 
1995 · 
1996 · 
1997 · 
1998 · 
1999 · 
2000 · 
2001 · 
2002 · 
2003 · 
2004 · 
2005 · 
2006 · 
2007 · 
2008 · 
2009 · 
2010 · 
2011 · 
2012 · 
2013 · 
2014 · 
2015 · 
2016 ·
2017 ·
2018 ·
2019 ·
2020 ·
2021 ·
2022 ·
2023 ·
2024
Amerikaanse Maagdeneilanden ·
Antigua en Barbuda ·
Argentinië ·
Aruba ·
Australië ·
Bahama's ·
Barbados ·
Bermuda ·
Bolivia ·
Brazilië ·
Britse Maagdeneilanden ·
Bulgarije ·
Canada ·
Chili ·
China ·
Colombia ·
Costa Rica ·
Cuba ·
Curaçao ·
Dominica ·
Dominicaanse Republiek ·
Ecuador ·
Egypte ·
El Salvador ·
Engeland ·
Frankrijk ·
Ghana ·
Grenada ·
Guatemala ·
Guyana ·
Haïti ·
Honduras ·
Ierland ·
India ·
Indonesië ·
Iran ·
Japan ·
Jordanië ·
Kaaimaneilanden ·
Kameroen ·
Kroatië ·
Maleisië ·
Marokko ·
Mexico ·
Nederlandse Antillen ·
Nicaragua ·
Nieuw-Zeeland ·
Nigeria ·
Noord-Macedonië ·
Noorwegen ·
Panama ·
Paraguay ·
Peru ·
Puerto Rico ·
Qatar ·
Saint Kitts en Nevis ·
Saint Lucia ·
Saint Vincent en de Grenadines ·
Saoedi-Arabië ·
Servië ·
Suriname ·
Trinidad en Tobago ·
Uruguay ·
Venezuela ·
Verenigde Staten ·
Vietnam ·
Wales ·
Zambia ·
Zuid-Afrika ·
Zuid-Korea ·
Zweden ·
Zwitserland
AUF · A-internationals · Selecties · Bondscoaches · Uruguayaans vrouwenelftal · Olympisch elftal · Uruguay U21 · Uruguay U20 · Uruguay U19 · Uruguay U18 · Uruguay U17
1900 – 1909 ·
1910 – 1919 ·
1920 – 1929 ·
1930 – 1939 ·
1940 – 1949 ·
1950 – 1959 ·
1960 – 1969 ·
1970 – 1979 ·
1980 – 1989 ·
1990 – 1999 ·
2000 – 2009 ·
2010 – 2019 ·
2020 – 2029
WK 1930 · 
WK 1950 · 
WK 1954 · 
WK 1962 · 
WK 1966 · 
WK 1970 ·
WK 1974 · 
WK 1986 · 
WK 1990 · 
WK 2002 · 
WK 2010 · 
WK 2014 · 
WK 2018
OS 1924 · 
OS 1928 ·
OS 2012
1902 · 
1903 · 
1904 · 
1905 · 
1906 · 
1907 · 
1908 · 
1909 ·
1910 · 
1911 · 
1912 · 
1913 · 
1914 · 
1915 · 
1916 · 
1917 · 
1918 · 
1919 ·
1920 · 
1921 · 
1922 · 
1923 · 
1924 · 
1925 · 
1926 · 
1927 · 
1928 · 
1929 ·
1930 · 
1931 · 
1932 · 
1933 · 
1934 · 
1935 · 
1936 · 
1937 · 
1938 · 
1939 ·
1940 · 
1941 · 
1942 · 
1943 · 
1944 · 
1945 · 
1946 · 
1947 · 
1948 · 
1949 ·
1950 · 
1951 · 
1952 · 
1953 · 
1954 · 
1955 · 
1956 · 
1957 · 
1958 · 
1959 ·
1960 · 
1961 · 
1962 · 
1963 · 
1964 · 
1965 · 
1966 · 
1967 · 
1968 · 
1969 ·
1970 · 
1971 · 
1972 · 
1973 · 
1974 · 
1975 · 
1976 · 
1977 · 
1978 · 
1979 ·
1980 · 
1981 · 
1982 · 
1983 · 
1984 · 
1985 · 
1986 · 
1987 · 
1988 · 
1989 ·
1990 ·
1991 · 
1992 · 
1993 · 
1994 · 
1995 · 
1996 · 
1997 · 
1998 · 
1999 · 
2000 · 
2001 · 
2002 · 
2003 · 
2004 · 
2005 · 
2006 · 
2007 · 
2008 · 
2009 · 
2010 · 
2011 · 
2012 · 
2013 · 
2014 · 
2015 · 
2016 ·
2017 ·
2018 ·
2019 ·
2020 ·
2021 ·
2022 ·
2023 ·
2024
Algerije ·
Angola ·
Argentinië ·
Australië ·
België ·
Bolivia ·
Brazilië ·
Bulgarije ·
Canada ·
Chili ·
China ·
Colombia ·
Costa Rica ·
Cuba ·
DDR ·
Denemarken ·
Duitsland ·
Ecuador ·
Egypte ·
Engeland ·
Estland ·
 Finland ·
Frankrijk ·
Georgië ·
Ghana ·
Guatemala ·
Haïti ·
Honduras ·
Hongarije ·
Ierland ·
India ·
Indonesië ·
Irak ·
Iran ·
Israël ·
Italië ·
Ivoorkust ·
Jamaica ·
Japan ·
Joegoslavië ·
Jordanië ·
Libië ·
Luxemburg ·
Maleisië ·
Mexico ·
Marokko ·
Nederland ·
Nicaragua ·
Nieuw-Zeeland ·
Nigeria ·
Noord-Ierland ·
Noorwegen ·
Oekraïne ·
Oezbekistan ·
Oman ·
Oostenrijk ·
Panama ·
Paraguay ·
Peru ·
Polen ·
Portugal ·
Roemenië ·
Rusland ·
Saarland ·
Saoedi-Arabië ·
Schotland ·
Senegal ·
Servië & Montenegro ·
Singapore ·
Slovenië ·
Sovjet-Unie ·
Spanje ·
Tahiti ·
Thailand ·
Trinidad en Tobago · 
Tsjechië ·
Tsjecho-Slowakije ·
Tunesië · 
Turkije ·
Venezuela ·
Verenigde Arabische Emiraten ·
Verenigde Staten ·
Wales ·
Zuid-Afrika ·
Zuid-Korea ·
Zweden ·
Zwitserland
Argentinië (1986) ·
België (1990) ·
Brazilië (1950) · 
Colombia (2014) ·
Costa Rica (2014) ·
Denemarken (1986) ·
Denemarken (2002) ·
Duitsland (2010) ·
Egypte (2018) ·
Engeland (2014) ·
Frankrijk (2002) ·
Frankrijk (2010) ·
Frankrijk (2018) ·
Ghana (2010) ·
Italië (1990) ·
Italië (2014) ·
Mexico (2010) ·
Nederland (1974) ·
Nederland (2010) ·
Portugal (2018) ·
Rusland (2018) ·
Saoedi-Arabië (2018) ·
Schotland (1986) ·
Senegal (2002) ·
Spanje (1990) ·
West-Duitsland (1986) ·
Zuid-Afrika (2010) ·
Zuid-Korea (1990) ·
Zuid-Korea (2010)